# Sara Schaar

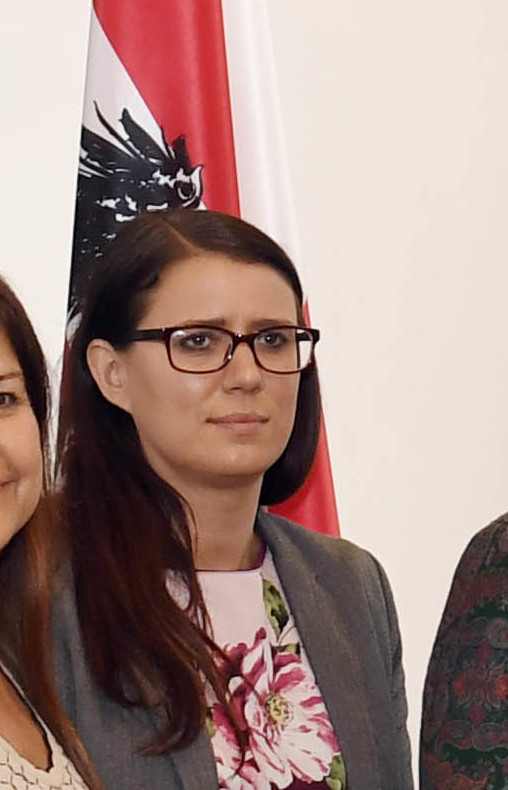
Sara Schaar (2019)

Sara Schaar (* 15. Jänner 1985 in Spittal an der Drau) ist eine österreichische Politikerin (SPÖ). Seit dem 12. April 2018 ist sie Landesrätin in der Kärntner Landesregierung Kaiser II.

## Leben
Sara Schaar begann nach der Matura an einer Handelsakademie zunächst ein Studium der Veterinärmedizin in Wien, bevor sie an die Universität Klagenfurt wechselte. 2015 schloss sie dort ein Studium der Betriebswirtschaft mit einer Masterarbeit über die Implementierung einer Balanced Scorecard in eine politische Organisation als Magistra ab.
Sie ist Absolventin der von Peter Kaiser initiierten SPÖ-Nachwuchsakademie des Renner-Instituts. In der SPÖ begann sie als Wahlkampfhelferin, 2009 wurde sie Ersatzgemeinderätin in Spittal an der Drau, wo sie 2015 für einige Monate Stadträtin für Finanzen, Wirtschaft, Wirtschaftsförderung, EU-Förderungen und Stadtmarketing war. Von 2011 bis zur Angelobung als Landesrätin im April 2018 war sie SPÖ-Bezirksgeschäftsführerin im Bezirk Spittal an der Drau.
In der Landesregierung Kaiser II war sie für die Referate Gesellschaft (Familien, Frauen, Jugend, Senioren), Grundversorgung und Integration sowie Umwelt (Energie), Naturschutz, Abfallwirtschaft, Klimaschutz, National- und Biosphärenparks zuständig. Im April 2023 erhielt sie in der Landesregierung Kaiser III zusätzlich zu den bisherigen Agenden die Erwachsenenbildung, den Energiebereich gab sie an Sebastian Schuschnig ab.